# 1895

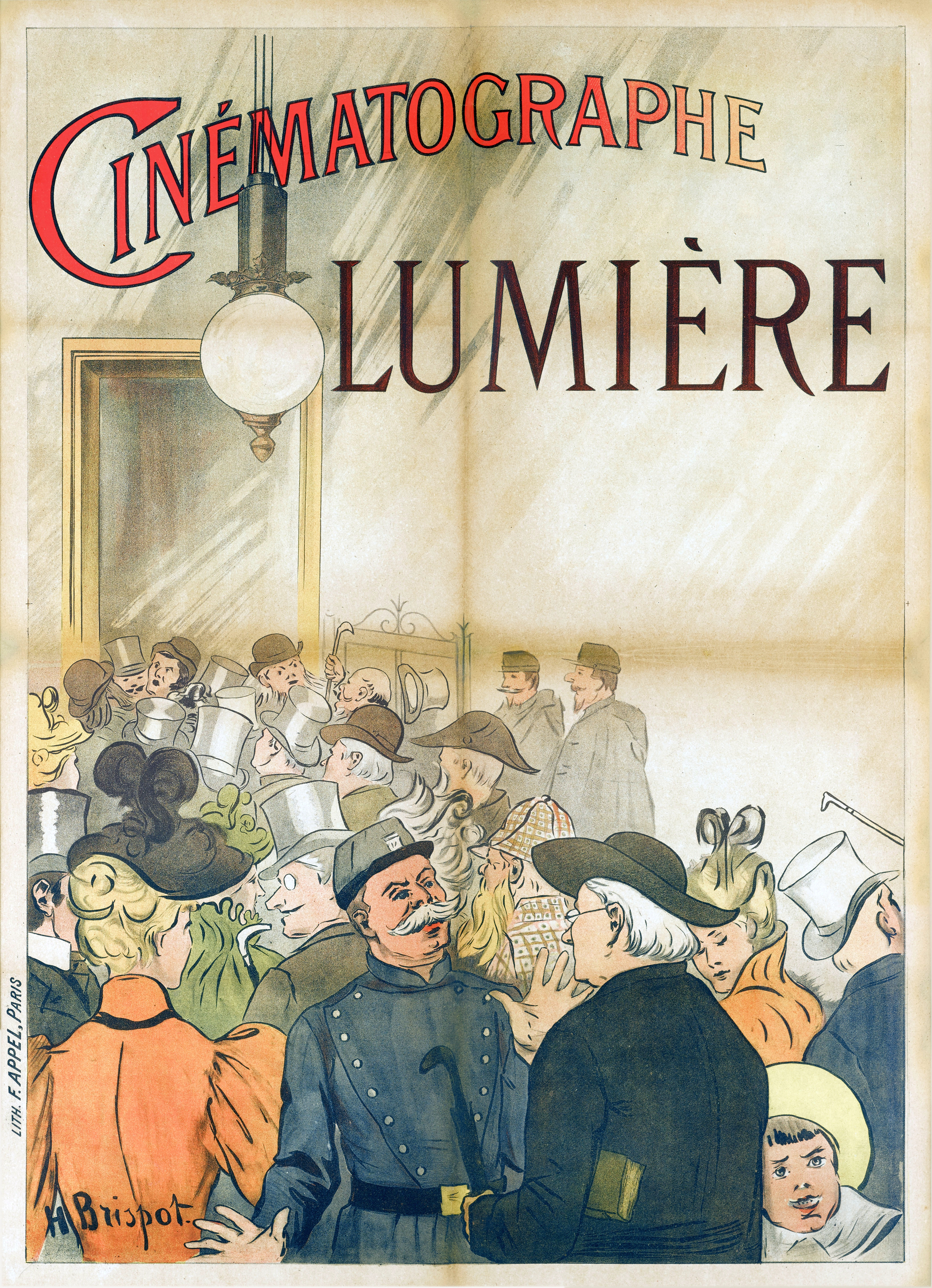
Locandina della prima proiezione del Cinematografo dei fratelli Lumière, tenutasi il 28 dicembre 1895.

Il 1895 (MDCCCXCV in numeri romani) è un anno  del XIX secolo.

## Eventi
- André ed Édouard Michelin testano i primi pneumatici per automobile.
- Inizi del 1895 – Invenzione della radio (1/3): Tesla ricevette segnali dalle trasmissioni dal suo laboratorio da New York a West Point su una distanza di 80 km (Già nel novembre 1894 Jagadish Chandra Bose, un ingegnere indiano, fece la prima dimostrazione pubblica della trasmissione pratica delle onde elettromagnetiche).
- 5 gennaio – Affare Dreyfus: l'ufficiale francese Alfred Dreyfus viene ingiustamente degradato e condannato all'ergastolo sull'Isola del diavolo per presunto spionaggio a favore della Germania. Verrà scagionato solo nel 1906.
- 9 febbraio – William Morgan negli Stati Uniti dà una prima dimostrazione di un nuovo sport, la pallavolo (nel primo anno nota come "mintonette").
- 13 febbraio – Auguste e Louis Lumière brevettano il Cinématographe, una combinazione tra cinepresa e proiettore
- 14 febbraio – Londra: prima rappresentazione di L'importanza di chiamarsi Ernesto, commedia in tre atti di Oscar Wilde. Meno di tre mesi dopo, questa e le altre commedie di Wilde vengono ritirate dai teatri a causa dello scandalo che colpisce l'autore.
- 19 marzo – I fratelli Lumière girano la prima pellicola della storia del cinema: L'uscita dalle officine Lumière.
- 17 aprile – Trattato di Shimonoseki: noto in Cina come Trattato di Maguan, convenzione firmata all'hotel Shunpanrō il 17 aprile 1895 tra l'Impero giapponese e la dinastia Qing. Esso pone fine alla prima guerra sino-giapponese (1º agosto 1894-17 aprile 1895).
- 21 Aprile – Fondazione del Partito Repubblicano Italiano a Bologna. Giuseppe Gaudenzi ne diviene il primo segretario politico.
- 22 Aprile – nasce Ruggero Bauli
- 7 maggio – Invenzione della radio (2/3): Aleksandr Stepanovič Popov mostra pubblicamente il suo apparecchio ricevente all'Accademia delle scienze in Russia. Tale data (il 7 maggio) è celebrata ancora oggi nei paesi dell'est come il Giorno della Radio.
- 25 maggio – prima repubblica di Formosa, fino all'occupazione giapponese (21 ottobre).
- 25 maggio – a Torino, il fotografo Secondo Pia realizza le prime lastre fotografiche della Sindone. Le foto sono state realizzate poco prima dell'ostensione a tutti i fedeli, che proseguirà fino al 28 maggio, giorno in cui sono realizzati, sempre da Secondo Pia, altri scatti. In quei negativi appaiono più chiari il volto e le ferite dell'Uomo della Sindone.
- 26 maggio – si svolgono in Italia le elezioni politiche e, per la prima volta, entrano in parlamento dei deputati appartenenti a un vero partito politico organizzato (il Partito Socialista Italiano).
- 20 giugno – Guglielmo II inaugura il Canale di Kiel, con il nome di Kaiser-Wilhelm-Kanal.
- 18 luglio – Isole Azzorre: il veliero Hirondelle del principe di Monaco Alberto I cattura un capodoglio, il quale rigurgita il corpo di tre calamari giganti (Architeuthis), frutto di una recente caccia dell'animale.
- Fine estate – Invenzione della radio (3/3): Guglielmo Marconi effettua la prima trasmissione via radio, nei pressi di Bologna (la sua prima dimostrazione pubblica avverrà nella primavera del 1897 e il suo brevetto - il primo per la radio - sarà registrato il 2 marzo di quell'anno).
- 3 settembre – si gioca la prima partita professionistica di football americano, a Latrobe, Pennsylvania.
- 22 ottobre- Incidente ferroviario della stazione di Parigi Montparnasse.
- 27 novembre – Parigi: Alfred Nobel detta il celebre testamento con il quale istituisce il riconoscimento poi noto come Premio Nobel.
- 7 dicembre – Campagna d'Africa Orientale: all'Amba Alagi 2.500 uomini, in gran parte àscari, al comando del maggiore italiano Pietro Toselli vengono annientati da 30.000 abissini comandati da ras Maconnen.
- 13 dicembre – Berlino: Gustav Mahler dirige la prima esecuzione della Sinfonia n. 2, "Resurrezione".
- 28 dicembre – i fratelli Lumière organizzano al Salon indien du Grand Café di Parigi la prima proiezione cinematografica pubblica. Nasce il cinema.

## Nati
Ci sono circa 1 370 voci su persone nate nel 1895; vedi la pagina Nati nel 1895 per un elenco descrittivo o la categoria Nati nel 1895 per un indice alfabetico.

## Morti
Ci sono circa 380 voci su persone morte nel 1895; vedi la pagina Morti nel 1895 per un elenco descrittivo o la categoria Morti nel 1895 per un indice alfabetico.

## Calendario
| Calendario 1895 | Calendario 1895 | Calendario 1895 | Calendario 1895 | Calendario 1895 | Calendario 1895 | Calendario 1895 | Calendario 1895 | Calendario 1895 | Calendario 1895 | Calendario 1895 | Calendario 1895 | Calendario 1895 | Calendario 1895 | Calendario 1895 | Calendario 1895 | Calendario 1895 | Calendario 1895 | Calendario 1895 | Calendario 1895 | Calendario 1895 | Calendario 1895 | Calendario 1895 | Calendario 1895 | Calendario 1895 | Calendario 1895 | Calendario 1895 | Calendario 1895 | Calendario 1895 | Calendario 1895 | Calendario 1895 | Calendario 1895 | Calendario 1895 |
| --------------- | --------------- | --------------- | --------------- | --------------- | --------------- | --------------- | --------------- | --------------- | --------------- | --------------- | --------------- | --------------- | --------------- | --------------- | --------------- | --------------- | --------------- | --------------- | --------------- | --------------- | --------------- | --------------- | --------------- | --------------- | --------------- | --------------- | --------------- | --------------- | --------------- | --------------- | --------------- | --------------- |
|                 | 1               | 2               | 3               | 4               | 5               | 6               | 7               | 8               | 9               | 10              | 11              | 12              | 13              | 14              | 15              | 16              | 17              | 18              | 19              | 20              | 21              | 22              | 23              | 24              | 25              | 26              | 27              | 28              | 29              | 30              | 31              |                 |
| Gennaio         | Ma              | Me              | Gi              | Ve              | Sa              | Do              | Lu              | Ma              | Me              | Gi              | Ve              | Sa              | Do              | Lu              | Ma              | Me              | Gi              | Ve              | Sa              | Do              | Lu              | Ma              | Me              | Gi              | Ve              | Sa              | Do              | Lu              | Ma              | Me              | Gi              |                 |
| Febbraio        | Ve              | Sa              | Do              | Lu              | Ma              | Me              | Gi              | Ve              | Sa              | Do              | Lu              | Ma              | Me              | Gi              | Ve              | Sa              | Do              | Lu              | Ma              | Me              | Gi              | Ve              | Sa              | Do              | Lu              | Ma              | Me              | Gi              |                 |                 |                 |                 |
| Marzo           | Ve              | Sa              | Do              | Lu              | Ma              | Me              | Gi              | Ve              | Sa              | Do              | Lu              | Ma              | Me              | Gi              | Ve              | Sa              | Do              | Lu              | Ma              | Me              | Gi              | Ve              | Sa              | Do              | Lu              | Ma              | Me              | Gi              | Ve              | Sa              | Do              |                 |
| Aprile          | Lu              | Ma              | Me              | Gi              | Ve              | Sa              | Do              | Lu              | Ma              | Me              | Gi              | Ve              | Sa              | Do              | Lu              | Ma              | Me              | Gi              | Ve              | Sa              | Do              | Lu              | Ma              | Me              | Gi              | Ve              | Sa              | Do              | Lu              | Ma              |                 |                 |
| Maggio          | Me              | Gi              | Ve              | Sa              | Do              | Lu              | Ma              | Me              | Gi              | Ve              | Sa              | Do              | Lu              | Ma              | Me              | Gi              | Ve              | Sa              | Do              | Lu              | Ma              | Me              | Gi              | Ve              | Sa              | Do              | Lu              | Ma              | Me              | Gi              | Ve              |                 |
| Giugno          | Sa              | Do              | Lu              | Ma              | Me              | Gi              | Ve              | Sa              | Do              | Lu              | Ma              | Me              | Gi              | Ve              | Sa              | Do              | Lu              | Ma              | Me              | Gi              | Ve              | Sa              | Do              | Lu              | Ma              | Me              | Gi              | Ve              | Sa              | Do              |                 |                 |
| Luglio          | Lu              | Ma              | Me              | Gi              | Ve              | Sa              | Do              | Lu              | Ma              | Me              | Gi              | Ve              | Sa              | Do              | Lu              | Ma              | Me              | Gi              | Ve              | Sa              | Do              | Lu              | Ma              | Me              | Gi              | Ve              | Sa              | Do              | Lu              | Ma              | Me              |                 |
| Agosto          | Gi              | Ve              | Sa              | Do              | Lu              | Ma              | Me              | Gi              | Ve              | Sa              | Do              | Lu              | Ma              | Me              | Gi              | Ve              | Sa              | Do              | Lu              | Ma              | Me              | Gi              | Ve              | Sa              | Do              | Lu              | Ma              | Me              | Gi              | Ve              | Sa              |                 |
| Settembre       | Do              | Lu              | Ma              | Me              | Gi              | Ve              | Sa              | Do              | Lu              | Ma              | Me              | Gi              | Ve              | Sa              | Do              | Lu              | Ma              | Me              | Gi              | Ve              | Sa              | Do              | Lu              | Ma              | Me              | Gi              | Ve              | Sa              | Do              | Lu              |                 |                 |
| Ottobre         | Ma              | Me              | Gi              | Ve              | Sa              | Do              | Lu              | Ma              | Me              | Gi              | Ve              | Sa              | Do              | Lu              | Ma              | Me              | Gi              | Ve              | Sa              | Do              | Lu              | Ma              | Me              | Gi              | Ve              | Sa              | Do              | Lu              | Ma              | Me              | Gi              |                 |
| Novembre        | Ve              | Sa              | Do              | Lu              | Ma              | Me              | Gi              | Ve              | Sa              | Do              | Lu              | Ma              | Me              | Gi              | Ve              | Sa              | Do              | Lu              | Ma              | Me              | Gi              | Ve              | Sa              | Do              | Lu              | Ma              | Me              | Gi              | Ve              | Sa              |                 |                 |
| Dicembre        | Do              | Lu              | Ma              | Me              | Gi              | Ve              | Sa              | Do              | Lu              | Ma              | Me              | Gi              | Ve              | Sa              | Do              | Lu              | Ma              | Me              | Gi              | Ve              | Sa              | Do              | Lu              | Ma              | Me              | Gi              | Ve              | Sa              | Do              | Lu              | Ma              |                 |

## Arti

### Libri
- Viene pubblicato La macchina del tempo di Herbert George Wells.